# 州間高速道路66号線

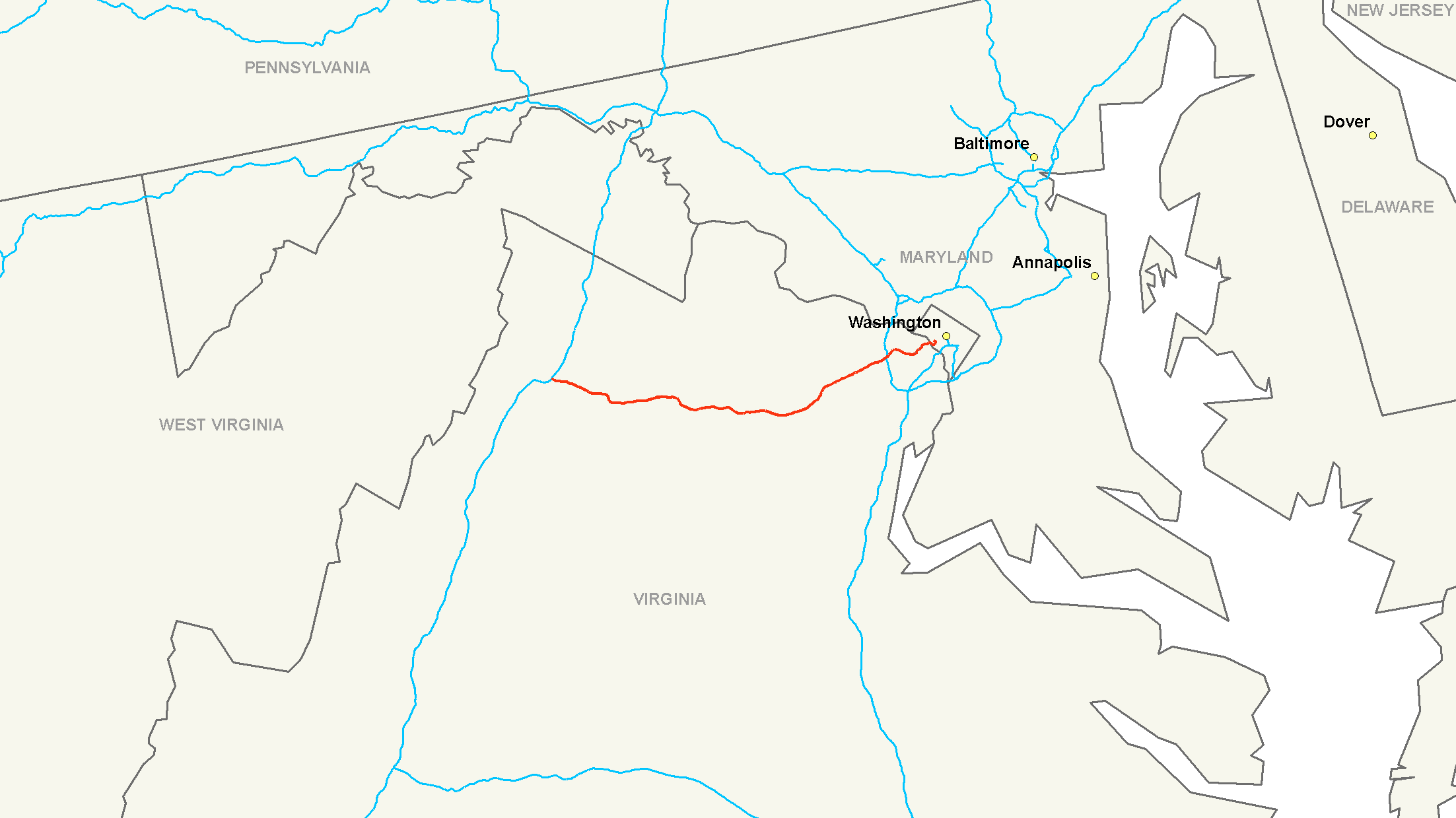
赤線が州間高速道路66号線

州間高速道路66号線（しゅうかんこうそくどうろ66ごうせん、英：Interstate Highway 66、略称：I-66）は、アメリカ合衆国を横断する州間高速道路である。アメリカ国道66号線(ルート66)とは全く別の道路である。

## 概要
バージニア州からワシントンD.C.までを結ぶ州間高速道路(インターステート)である。道路全長76.38 マイル(122.92 km)。

### 経由地
- バージニア州
  - フォーキア郡
  - プリンスウィリアム郡
- ワシントンD.C.

|       | mi   | km     |
| ----- | ---- | ------ |
| VA    | 74.8 | 120.54 |
| DC    | 1.6  | 2.57   |
| Total | 76.4 | 123.11 |